# Thế giới Rap – King of Rap (mùa 1)
Mùa thứ nhất của Thế giới Rap - King of Rap được phát sóng vào lúc 21h15 thứ 7 hàng tuần trên VTV3 từ ngày 1 tháng 8 năm 2020 đến 14 tháng 11 năm 2020. Goku và Phí Linh là người dẫn chương trình của mùa này.
Phạm Ngọc Huy (ICD) trở thành quán quân đầu tiên của chương trình trong đêm chung kết diễn ra vào ngày 14 tháng 11 năm 2020.

## Vòng đấu loại (Audition)
Các thí sinh vượt qua vòng tuyển chọn đầu tiên trước đó sẽ thể hiện một bài rap do mình sáng tác để thuyết phục bốn giám khảo ở phía dưới. Kết thúc phần thi của thí sinh, các giám khảo sẽ quyết định có cho thí sinh cơ hội đi tiếp hay không bằng cách nói "Đồng ý" hay "Không đồng ý".
Nếu thí sinh nhận được ít nhất hai trên bốn sự đồng ý của giám khảo, thí sinh sẽ nhận được chiếc dây chuyền có ghi logo của chương trình, đồng thời được bước tiếp vào vòng trong; ngược lại sẽ phải chia tay với chương trình.
Vòng đấu loại này được diễn ra tại Thành phố Hồ Chí Minh (tập 1) và Hà Nội (tập 2).
| Chú giải | Giám khảo quyết định đồng ý | Thí sinh bị loại vì nhận được dưới 2 sự đồng ý của giám khảo |

| Thứ tự             | Thí sinh (Rap Name) (Nhóm nhạc)                  | Quyết định đồng ý của giám khảo | Quyết định đồng ý của giám khảo | Quyết định đồng ý của giám khảo | Quyết định đồng ý của giám khảo |
| Thứ tự             | Thí sinh (Rap Name) (Nhóm nhạc)                  | BigDaddy                        | Lil'Shady                       | Datmaniac                       | Lil'Knight                      |
| ------------------ | ------------------------------------------------ | ------------------------------- | ------------------------------- | ------------------------------- | ------------------------------- |
| Tập 1 (01/08/2020) |                                                  |                                 |                                 |                                 |                                 |
| 1                  | Nguyễn Anh Dũng (Dablo)                          |                                 |                                 |                                 |                                 |
| 2                  | Ninh Đặng Nhật Minh (Min)                        |                                 | —                               |                                 | —                               |
| 3                  | Đào Thiện Tâm (TBoss)                            |                                 |                                 |                                 |                                 |
| 4                  | Bùi Thanh Nam (ScripB)                           |                                 |                                 |                                 |                                 |
| 5                  | Nguyễn Ngọc Hưng (Killic)                        | —                               |                                 | —                               |                                 |
| 6                  | Trần Công Minh (420 HARG)                        | —                               | —                               |                                 |                                 |
| 7                  | Phạm Đức Thành (Ngắn)                            |                                 |                                 |                                 |                                 |
| 8                  | Nguyễn Duy Khôi (KayC)                           | —                               | —                               | —                               | —                               |
| 9                  | Hà Văn Minh (Hamin)                              | —                               | —                               | —                               | —                               |
| 10                 | Trần Anh Kiệt (Rengo)                            | —                               | —                               | —                               |                                 |
| 11                 | Trần Trí Tâm (DrinkCoca)                         |                                 | —                               |                                 | —                               |
| 12                 | Đỗ Thế Việt (DP)                                 |                                 |                                 | —                               |                                 |
| 13                 | Bùi Thanh Thanh (D.Blue)                         |                                 |                                 |                                 |                                 |
| 14                 | Đinh Tuấn Anh (Nevadie)                          | —                               |                                 | —                               |                                 |
| 15                 | Nguyễn Anh Thy (THY)                             |                                 |                                 |                                 |                                 |
| 16                 | Nguyễn Quang Tùng Dương (RAF)                    |                                 |                                 |                                 |                                 |
| 17                 | Nguyễn Đắc Nhật Hoàng (Nhật Hoàng)               |                                 |                                 |                                 |                                 |
| 18                 | Phan Hoàng Long (Sóc Nâu)                        |                                 | —                               |                                 | —                               |
| 19                 | Phan Đức Quý (UnderThree)                        | —                               |                                 | —                               | —                               |
| 20                 | Huỳnh Trung Tín (Pinkey)                         | —                               | —                               | —                               | —                               |
| 21                 | Đặng Thành An (Negav)                            |                                 | —                               | —                               | —                               |
| 22                 | Phan Thanh Hiển (Kenji) (P336)                   |                                 |                                 |                                 |                                 |
| 23                 | Lê Phước Thành (Night T)                         |                                 | —                               |                                 | —                               |
| 24                 | Vũ Ngọc Chương (Right) (RhymeZone)               |                                 |                                 |                                 |                                 |
| 25                 | Lưu Hữu Phước (MFree)                            | —                               |                                 |                                 | —                               |
| 26                 | Nguyễn Lâm Công Trí (CTris)                      | —                               |                                 |                                 | —                               |
| 27                 | Trần Hoàng Kim Ngân (KN)                         |                                 |                                 |                                 |                                 |
| 28                 | Nguyễn Đan Anh Thiện (MC Wiz)                    |                                 |                                 |                                 |                                 |
| 29                 | Trần Minh Hiếu (HIEUTHUHAI) (Gerdnang)           |                                 |                                 |                                 |                                 |
| 30                 | Đào Huỳnh Thành Đạt (Billy)                      |                                 |                                 |                                 |                                 |
| 31                 | Lương Minh Sang (Mes)                            |                                 | —                               |                                 |                                 |
| 32                 | Nguyễn Hoàng Tuấn Anh (Kick)                     | —                               | —                               |                                 |                                 |
| 33                 | Đặng Nhân Hậu (LowKey)                           | —                               |                                 |                                 |                                 |
| 34                 | Nguyễn Hoàng Long (Winno)                        | —                               |                                 |                                 |                                 |
| 35                 | Ngô Cao Hoàng Việt (VSoul) (DCOD)                |                                 |                                 |                                 |                                 |
| 36                 | Lại Đức Hùng (1nG)                               |                                 |                                 |                                 |                                 |
| 37                 | Huỳnh Thanh Sáng (Color)                         |                                 |                                 |                                 |                                 |
| 38                 | Nguyễn Hà Kiều Loan (Lona)                       |                                 |                                 | —                               |                                 |
| Tập 2 (08/08/2020) |                                                  |                                 |                                 |                                 |                                 |
| 1                  | Nguyễn Hà Duy (Droppy) (Locoboiz)                |                                 |                                 |                                 |                                 |
| 2                  | Nguyễn Vũ Sơn Tùng (Gizmo)                       |                                 | —                               |                                 |                                 |
| 3                  | Trần Thanh Tùng (CJay)                           |                                 |                                 |                                 |                                 |
| 4                  | Đỗ Đức Duy (Vy Jacko)                            |                                 |                                 |                                 |                                 |
| 5                  | Nguyễn Việt Hưng (Rica)                          |                                 |                                 | —                               |                                 |
| 6                  | Nguyễn Hoàng Linh (Linh Thộn) (Arka Records)     |                                 | —                               | —                               | —                               |
| 7                  | Nguyễn Thành Hưng (King Kudo) (Arka Records)     | —                               |                                 | —                               |                                 |
| 8                  | Đỗ Gia Tuấn Anh (Passed) (Arka Records)          |                                 |                                 | —                               | —                               |
| 9                  | Nguyễn Huy Hoàng (Hazel) (Aka Records)           |                                 |                                 |                                 |                                 |
| 10                 | Trần Việt Anh (Măng) (Arka Records)              | —                               | —                               |                                 |                                 |
| 11                 | Hoàng Anh Tuấn (Hoàng Đảo Chủ) (Arka Records)    | —                               | —                               |                                 |                                 |
| 12                 | Vi Ngọc Sơn (Sonic)                              | —                               | —                               | —                               | —                               |
| 13                 | Nguyễn Xuân Hoàng Dương (Freaky Di) (7 Lồng Đèn) | —                               | —                               | —                               | —                               |
| 14                 | Nguyễn Xuân Hùng (Tobey)                         | —                               | —                               | —                               | —                               |
| 15                 | Hoàng Lê Quân (R.E.V) (Locoboiz)                 |                                 |                                 |                                 |                                 |
| 16                 | Mai Kiên Trung (Danh Ca Thường)                  |                                 |                                 |                                 | —                               |
| 17                 | Nguyễn Trọng Nhân (Spideyboy)                    |                                 |                                 |                                 |                                 |
| 18                 | Nguyễn Xuân Bách (Mas) (RhymeZone)               |                                 |                                 |                                 |                                 |
| 19                 | Nguyễn Công Tuấn (Phởn)                          |                                 |                                 |                                 | —                               |
| 20                 | Nguyễn Tiến Phong (MaxWell) (Giảng Võ Arena)     | —                               |                                 |                                 | —                               |
| 21                 | Trương Hoàng Long (GTM)                          |                                 |                                 | —                               | —                               |
| 22                 | Hồ Đức Anh (Lake)                                | —                               | —                               |                                 | —                               |
| 23                 | Hà Đức Anh (Ge)                                  |                                 | —                               | —                               | —                               |
| 24                 | Trần Duy Anh (Wack)                              | —                               | —                               | —                               | —                               |
| 25                 | Phạm Nam Hải (Wxrdie) (YoungFlames)              |                                 |                                 |                                 |                                 |
| 26                 | Lê Anh Đức (RichChoi) (Locoboiz)                 |                                 |                                 |                                 |                                 |
| 27                 | Đinh Thanh Tùng (Chị Cả) (Locoboiz)              | —                               |                                 |                                 |                                 |
| 28                 | Đào Minh Hiếu (Weeza)                            |                                 |                                 | —                               |                                 |
| 29                 | Nguyễn Minh Đức (Slick)                          |                                 |                                 |                                 |                                 |
| 30                 | Hoàng Đức Duy (Captain)                          |                                 |                                 |                                 |                                 |
| 31                 | Nguyễn Diệu Huyền (Pháo) (Giảng Võ Arena)        |                                 |                                 |                                 |                                 |
| 32                 | Phạm Ngọc Huy (ICD) (7 Lồng Đèn)                 |                                 |                                 |                                 |                                 |

## Vòng đấu nhóm
Trước khi thi đấu, những thí sinh đã vượt qua vòng đấu loại sẽ được các giám khảo (mentor) bắt thành các nhóm thi đấu (4 hoặc 5 người) để thi đấu với nhau. Các thí sinh sau đó lần lượt thể hiện các bài rap của mình theo thể thức nối tiếp: Mỗi khi một thí sinh đã hoàn thành bài rap của mình sẽ chuyển sang cho thí sinh khác, và tiếp tục cho đến khi các thí sinh đã thể hiện xong phần thi của mình.
Sau khi các thí sinh đã hoàn thành phần thi của mình, các giám khảo sẽ đưa ra nhận xét và quyết định loại từ một đến hai thí sinh từng nhóm. Thí sinh bị loại sẽ ngay lập tức phải chia tay với chương trình.
Các thí sinh còn lại trên sân khấu sẽ được các giám khảo "đấu giá like". Từ giải thưởng 1 tỷ đồng của chương trình, mỗi người được cung cấp 250 triệu đồng để đấu giá các thí sinh của mình - 1 like tương ứng với 1 triệu đồng.
Đối với từng thí sinh, một giám khảo sẽ đưa ra mức "like" sàn. Những giám khảo còn lại có thể nâng số "like" lên hoặc dừng lại. Khi ba trên bốn giám khảo đã quyết định dừng lại, thí sinh sẽ nhận được số "like" cao nhất của giám khảo còn lại. Các giám khảo quyết định không đấu giá sẽ không bị mất số "like" mà họ đã bỏ ra để đấu giá.
Kết thúc vòng đấu này, có 40 rapper được đi tiếp vào vòng trong. Các rapper được đi tiếp được chia bảng theo số tiền tương ứng với số "like" mà họ có được theo thứ tự từ cao xuống thấp.
| Chú giải | Thí sinh bị loại             | Thí sinh bỏ cuộc                                        | Giám khảo đưa ra mức cược sàn                   |
| Chú giải | Giám khảo cược like cao nhất | Giám khảo đưa ra cả mức cược sàn lẫn cược like cao nhất | Giám khảo cược like nhưng thấp hơn mức cược sàn |

| Thứ tự nhóm đấu    | Thí sinh (Rap Name) (Nhóm nhạc) (theo thứ tự thi) | Giám khảo đặt cược (tính theo số like cao nhất) | Giám khảo đặt cược (tính theo số like cao nhất) | Giám khảo đặt cược (tính theo số like cao nhất) | Giám khảo đặt cược (tính theo số like cao nhất) | Mức cược sàn | Số like nhận được |
| Thứ tự nhóm đấu    | Thí sinh (Rap Name) (Nhóm nhạc) (theo thứ tự thi) | BigDaddy                                        | Lil'Shady                                       | Datmaniac                                       | Lil'Knight                                      | Mức cược sàn | Số like nhận được |
| ------------------ | ------------------------------------------------- | ----------------------------------------------- | ----------------------------------------------- | ----------------------------------------------- | ----------------------------------------------- | ------------ | ----------------- |
| Tập 3 (22/08/2020) |                                                   |                                                 |                                                 |                                                 |                                                 |              |                   |
| 1                  | Trương Hoàng Long (GTM)                           | —                                               | 17                                              | 15                                              | 5                                               | 15           | 17                |
| 1                  | Nguyễn Diệu Huyền (Pháo) (Giảng Võ Arena)         | 40                                              | 35                                              | 20                                              | 10                                              | 20           | 40                |
| 1                  | Nguyễn Ngọc Hưng (Killic)                         | Bị loại                                         | Bị loại                                         | Bị loại                                         | Bị loại                                         | Bị loại      | Bị loại           |
| 1                  | Lê Phước Thành (Night T)                          | Bị loại                                         | Bị loại                                         | Bị loại                                         | Bị loại                                         | Bị loại      | Bị loại           |
| 1                  | Huỳnh Thanh Sáng (Color)                          | —                                               | —                                               | 15                                              | 3                                               | 3            | 15                |
| 2                  | Đỗ Thế Việt (DP)                                  | Bị loại                                         | Bị loại                                         | Bị loại                                         | Bị loại                                         | Bị loại      | Bị loại           |
| 2                  | Nguyễn Quang Tùng Dương (RAF)                     | —                                               | 20                                              | 30                                              | 15                                              | 15           | 30                |
| 2                  | Phạm Nam Hải (Wxrdie) (YoungFlames)               | 25                                              | 20                                              | 15                                              | 60                                              | 15           | 60                |
| 2                  | Nguyễn Tiến Phong (MaxWell) (Giảng Võ Arena)      | Bị loại                                         | Bị loại                                         | Bị loại                                         | Bị loại                                         | Bị loại      | Bị loại           |
| 2                  | Nguyễn Trọng Nhân (Spideyboy)                     | 40                                              | 25                                              | —                                               | —                                               | 20           | 40                |
| 3                  | Nguyễn Hoàng Tuấn Anh (Kick)                      | Bị loại                                         | Bị loại                                         | Bị loại                                         | Bị loại                                         | Bị loại      | Bị loại           |
| 3                  | Ninh Đặng Nhật Minh (MIN)                         | Bị loại                                         | Bị loại                                         | Bị loại                                         | Bị loại                                         | Bị loại      | Bị loại           |
| 3                  | Nguyễn Anh Thy                                    | —                                               | 25                                              | 20                                              | —                                               | 20           | 25                |
| 3                  | Đào Minh Hiếu (Weeza)                             | —                                               | 25                                              | 20                                              | —                                               | 15           | 25                |
| 4                  | Lê Anh Đức (RichChoi) (Locoboiz)                  | —                                               | 40                                              | —                                               | 45                                              | 20           | 45                |
| 4                  | Nguyễn Hà Duy (Droppy) (Locoboiz)                 | 27                                              | 42                                              | 23                                              | 46                                              | 23           | 46                |
| 4                  | Nguyễn Huy Hoàng (Hazel) (Aka Records)            | Bị loại                                         | Bị loại                                         | Bị loại                                         | Bị loại                                         | Bị loại      | Bị loại           |
| 4                  | Ngô Cao Hoàng Việt (VSoul) (DCOD)                 | —                                               | 20                                              | 52                                              | 49                                              | 20           | 52                |
| 4                  | Phạm Ngọc Huy (ICD) (7 Lồng Đèn)                  | 20                                              | 47                                              | 50                                              | —                                               | 20           | 50                |
| Tập 4 (29/08/2020) |                                                   |                                                 |                                                 |                                                 |                                                 |              |                   |
| 5                  | Bùi Thanh Nam (Scripb)                            | Bị loại                                         | Bị loại                                         | Bị loại                                         | Bị loại                                         | Bị loại      | Bị loại           |
| 5                  | Phạm Thùy My (Tuimi)                              | —                                               | 20                                              | 30                                              | 15                                              | 15           | 30                |
| 5                  | Đinh Tuấn Anh (Nevadie)                           | —                                               | —                                               | 5                                               | —                                               | 5            | 5                 |
| 5                  | Nguyễn Việt Hưng (Rica)                           | 36                                              | 42                                              | 35                                              | 40                                              | 30           | 42                |
| 5                  | Phan Hoàng Long (Sóc Nâu)                         | 25                                              | —                                               | 20                                              | —                                               | 20           | 25                |
| 6                  | Nguyễn Hoàng Long (Winno)                         | Bị loại                                         | Bị loại                                         | Bị loại                                         | Bị loại                                         | Bị loại      | Bị loại           |
| 6                  | Lưu Hữu Phước (MFree)                             | —                                               | —                                               | 40                                              | 10                                              | 10           | 40                |
| 6                  | Nguyễn Lâm Công Trí (Ctris)1                      | Bỏ cuộc                                         | Bỏ cuộc                                         | Bỏ cuộc                                         | Bỏ cuộc                                         | Bỏ cuộc      | Bỏ cuộc           |
| 6                  | Lương Minh Sang (Mes)                             | —                                               | 20                                              | —                                               | —                                               | 20           | 20                |
| 6                  | Nguyễn Vũ Sơn Tùng (Gizmo)1                       | —                                               | 20                                              | —                                               | 15                                              | 15           | 20                |
| 7                  | Trần Thanh Tùng (Cjay)                            | —                                               | 5                                               | —                                               | 3                                               | 3            | 5                 |
| 7                  | Trần Việt Anh (Măng)                              | Bị loại                                         | Bị loại                                         | Bị loại                                         | Bị loại                                         | Bị loại      | Bị loại           |
| 7                  | Trần Trí Tâm (DrinkCoca)                          | Bị loại                                         | Bị loại                                         | Bị loại                                         | Bị loại                                         | Bị loại      | Bị loại           |
| 7                  | Lại Đức Hùng (1nG)                                | —                                               | 8                                               | 7                                               | 6                                               | 5            | 8                 |
| 7                  | Đặng Nhân Hậu (Lowkey)                            | 3                                               | 7                                               | —                                               | 5                                               | 3            | 7                 |
| 8                  | Nguyễn Hà Kiều Loan (Lona)                        | —                                               | 20                                              | —                                               | —                                               | 20           | 20                |
| 8                  | Hoàng Lê Quân (Locoboiz)                          | —                                               | —                                               | —                                               | 24                                              | 24           | 24                |
| 8                  | Nguyễn Công Tuấn (Phởn)                           | —                                               | 10                                              | —                                               | —                                               | 10           | 10                |
| 8                  | Đinh Thanh Tùng (Chị Cả) (Locoboiz)               | 50                                              | —                                               | —                                               | 43                                              | 40           | 50                |
| 8                  | Mai Kiên Trung (Danh Ca Thường)                   | Bị loại                                         | Bị loại                                         | Bị loại                                         | Bị loại                                         | Bị loại      | Bị loại           |
| Tập 5 (05/09/2020) |                                                   |                                                 |                                                 |                                                 |                                                 |              |                   |
| 9                  | Nguyễn Đắc Nhật Hoàng (Nhật Hoàng)                | 5                                               | —                                               | —                                               | —                                               | 5            | 5                 |
| 9                  | Hoàng Đức Duy (Captain)                           | —                                               | —                                               | —                                               | 6                                               | 6            | 6                 |
| 9                  | Bùi Thanh Thanh (DBlue)                           | 3                                               | 7                                               | —                                               | 4                                               | 3            | 7                 |
| 9                  | Phan Thanh Hiển (Kenji) (P336)                    | 21                                              | 30                                              | —                                               | 33                                              | 18           | 33                |
| 9                  | Nguyễn Minh Đức (Slick)                           | Bị loại                                         | Bị loại                                         | Bị loại                                         | Bị loại                                         | Bị loại      | Bị loại           |
| 10                 | Vũ Ngọc Chương (Right) (RhymeZone)                | 14                                              | 13                                              | 8                                               | 5                                               | 5            | 14                |
| 10                 | Trần Công Minh (420 HARG)2                        | Bỏ cuộc                                         | Bỏ cuộc                                         | Bỏ cuộc                                         | Bỏ cuộc                                         | Bỏ cuộc      | Bỏ cuộc           |
| 10                 | Nguyễn Xuân Bách (Mas) (RhymeZone)                | 8                                               | 9                                               | —                                               | —                                               | 6            | 9                 |
| 10                 | Hoàng Anh Tuấn (Hoàng Đảo Chủ)                    | 10                                              | —                                               | —                                               | 8                                               | 5            | 10 113            |
| 10                 | Nguyễn Thành Hưng (King Kudo)                     | Bị loại                                         | Bị loại                                         | Bị loại                                         | Bị loại                                         | Bị loại      | Bị loại           |
| 11                 | Nguyễn Hoàng Linh (Linh Thộn) (Arka Records)      | 25                                              | 26                                              | —                                               | 27                                              | 16           | 27                |
| 11                 | Đỗ Gia Tuấn Anh (Passed) (Arka Records)           | Bị loại                                         | Bị loại                                         | Bị loại                                         | Bị loại                                         | Bị loại      | Bị loại           |
| 11                 | Phạm Đức Thành (Ngắn)                             | —                                               | 14                                              | 10                                              | —                                               | 10           | 14                |
| 11                 | Đỗ Đức Duy (Vy Jacko)                             | —                                               | —                                               | —                                               | 9                                               | 9            | 9                 |
| 11                 | Trần Hoàng Kim Ngân (KN)                          | Bị loại                                         | Bị loại                                         | Bị loại                                         | Bị loại                                         | Bị loại      | Bị loại           |
| 12                 | Đào Thiện Tâm (TBoss)                             | 27                                              | —                                               | —                                               | Đã sử dụng hết số like                          | 27           | 27                |
| 12                 | Đào Huỳnh Thành Đạt (Billy)                       | —                                               | 21                                              | 28                                              | Đã sử dụng hết số like                          | 21           | 28                |
| 12                 | Nguyễn Đan Anh Thiện (MC Wiz)                     | Bị loại                                         | Bị loại                                         | Bị loại                                         | Bị loại                                         | Bị loại      | Bị loại           |
| 12                 | Nguyễn Anh Dũng (Dablo)                           | —                                               | 21                                              | Đã sử dụng hết số like                          | Đã sử dụng hết số like                          | 21           | 21                |
| 12                 | Trần Minh Hiếu (HIEUTHUHAI) (Gerdnang)            | 38                                              | Đã sử dụng hết số like                          | Đã sử dụng hết số like                          | Đã sử dụng hết số like                          | 38           | 38                |

1. ^a b Datmaniac quyết định loại Winno và Gizmo, nhưng Ctris xin phép dừng cuộc chơi để tập trung vào việc học. Ban giám khảo chấp nhận yêu cầu của Ctris và đồng ý cho Gizmo đi tiếp.
2. ^^ Sau khi được phân nhóm, 420 HARG bỏ cuộc vì lý do học tập.
3. ^^ BigDaddy còn dư 1 like sau khi kết thúc vòng thi nhóm, và anh đã chuyển thêm số like đó cho Hoàng Đảo Chủ.

## Vòng Samples
Các thí sinh sau khi được chia bảng sẽ thi đấu theo thể thức đối đầu giữa các bảng: Bảng A sẽ đấu với bảng D và bảng B sẽ đấu với bảng C. Các thí sinh sẽ được bắt cặp với nhau (thí sinh ở bảng có số "like" cao hơn sẽ được chọn thí sinh ở bảng có số "like" thấp hơn chưa thi đấu) và sẽ lựa chọn một bài hát mẫu (là các bài hát đã được phát hành) để sáng tác một phiên bản mới lấy rap làm trọng tâm. Kết thúc tiết mục của các thí sinh, ba giám khảo (gồm Giám đốc Âm nhạc Hồ Hoài Anh và hai mentor không thuộc cùng bảng đấu của các thí sinh) sẽ đưa ra quyết định chấm điểm cho phần thể hiện của hai rapper đó. Thí sinh giành được điểm cao hơn sẽ giành chiến thắng trận đấu đó. Thí sinh thua cuộc không chỉ bị loại và phải chia tay với chương trình mà còn bị mất toàn bộ số "like" tương ứng với số tiền mà mình có được ở vòng đấu nhóm vào tay người chiến thắng.
Cách thức chia giám khảo trong vòng đấu này dựa trên số "like" mà các giám khảo sở hữu trong bảng đó. Một giám khảo sẽ được chọn làm mentor (và là huấn luyện viên) của một bảng dựa trên tổng số "like" mà ba thí sinh có được cao nhất do cùng một mentor đưa ra.
Kết thúc vòng đấu này, từ 40 thí sinh sẽ chỉ còn 20 thí sinh bước tiếp vào vòng Collaborations.

### Danh sách thí sinh các bảng
| Bảng | Tên HLV    | Các thí sinh + số like                          | Các thí sinh + số like               | Các thí sinh + số like                     | Các thí sinh + số like                               | Các thí sinh + số like                     |
| ---- | ---------- | ----------------------------------------------- | ------------------------------------ | ------------------------------------------ | ---------------------------------------------------- | ------------------------------------------ |
| A    | Lil'Knight | Phạm Nam Hải (Wxrdie) (YoungFlames) 60          | Ngô Cao Hoàng Việt (VSoul) (DCOD) 52 | Đinh Thanh Tùng (Chị Cả) (Locoboiz) 50     | Phạm Ngọc Huy (ICD) (7 Lồng Đèn) 50                  | Nguyễn Hà Duy (Droppy) (Locoboiz) 46       |
| A    | Lil'Knight | Lê Anh Đức (RichChoi) (Locoboiz) 45             | Nguyễn Việt Hưng (Rica) 42           | Nguyễn Trọng Nhân (Spideyboy) (Rapital) 40 | Nguyễn Diệu Huyền (Pháo) (Giảng Võ Arena) 40         | Lưu Hữu Phước (MFree) 40                   |
| B    | BigDaddy   | Trần Minh Hiếu (HIEUTHUHAI) (Gerdnang) 38       | Phan Thanh Hiển (Kenji) (P336) 33    | Phạm Thùy My (Tuimi) 30                    | Nguyễn Quang Tùng Dương (RAF) 30                     | Đào Huỳnh Thành Đạt (Billy) 28             |
| B    | BigDaddy   | Nguyễn Hoàng Linh (Linh Thộn) (Arka Records) 27 | Đào Thiện Tâm (TBoss) 27             | Đào Minh Hiếu (Weeza) 25                   | Phan Hoàng Long (Sóc Nâu) 25                         | Nguyễn Anh Thy 25                          |
| C    | Lil'Shady  | Hoàng Lê Quân (Locoboiz) 24                     | Nguyễn Anh Dũng (Dablo) 21           | Nguyễn Vũ Sơn Tùng (Gizmo) 20              | Lương Minh Sang (Mes) 20                             | Nguyễn Hà Kiều Loan (Lona) 20              |
| C    | Lil'Shady  | Trương Hoàng Long (GTM) 17                      | Huỳnh Thanh Sáng (Color) 15          | Vũ Ngọc Chương (Right) (RhymeZone) 14      | Phạm Đức Thành (Ngắn) 14                             | Hoàng Anh Tuấn (Hoàng Đảo Chủ) 11          |
| D    | Datmaniac  | Nguyễn Công Tuấn (Phởn) (7 lồng đèn) 10         | Đỗ Đức Duy (Vy Jacko) 9              | Nguyễn Xuân Bách (Mas) (RhymeZone) 9       | Lại Đức Hùng (1nG) 8                                 | Bùi Thanh Thanh (DBlue) (Taynguyensound) 7 |
| D    | Datmaniac  | Đặng Nhân Hậu (Lowkey) 7                        | Hoàng Đức Duy (Captain) 6            | Trần Thanh Tùng (CJay) 5                   | Nguyễn Đắc Nhật Hoàng (Nhật Hoàng) (Bạn có tài mà) 5 | Đinh Tuấn Anh (Nevadie) 5                  |

### Các trận đấu
| Chú giải | Thí sinh thắng trận | Thí sinh thua trận và bị loại |

| Tập 6 (12/09/2020) |   |                                              | |     |    |    |
| 1                  | A | Phạm Nam Hải (Wxrdie) (YoungFlames)          | 《Mong kiếp sau vẫn là anh em》 (Akira Phan)                                                                                 | 8.3 | 60 | 70 |
| 1                  | D | Nguyễn Công Tuấn (Phởn)                      | 《Bốn chữ lắm》 (Phạm Toàn Thắng)                                                                                            | 7   | 10 | 0  |
| 2                  | A | Ngô Cao Hoàng Việt (VSoul) (DCOD)            | 《Đôi mắt》 (Nguyễn Hải Phong)                                                                                               | 9   | 52 | 60 |
| 2                  | D | Lại Đức Hùng (1nG)                           | 《Vì tôi còn sống》 (Tiên Tiên)                                                                                              | 7.7 | 8  | 0  |
| 3                  | A | Phạm Ngọc Huy (ICD) (7 Lồng Đèn)             | 《Thật bất ngờ》 (Mew Amazing)                                                                                               | 8.5 | 50 | 57 |
| 3                  | D | Đặng Nhân Hậu (Lowkey)                       | 《Yêu dấu theo gió bay》 (Nguyễn Hoàng Duy)                                                                                  | 7.8 | 7  | 0  |
| 4                  | A | Đinh Thanh Tùng (Chị Cả) (Locoboiz)          | 《Lắng nghe mùa xuân về》 (Dương Thụ)                                                                                        | 9   | 50 | 55 |
| 4                  | D | Trần Thanh Tùng (CJay)                       | 《Chân ái》 (Châu Đăng Khoa)                                                                                                 | 8   | 5  | 0  |
| 5                  | A | Nguyễn Hà Duy (Droppy) (Locoboiz)            | 《Cơn mưa qua》 (Lil'Knight, Young Uno)                                                                                      | 7.5 | 46 | 0  |
| 5                  | D | Nguyễn Đắc Nhật Hoàng (Nhật Hoàng)           | 《Bánh trôi nước》 (Nhạc: Hồ Hoài Anh - Thơ: Hồ Xuân Hương)                                                                  | 8.5 | 5  | 51 |
| Tập 7 (19/09/2020) |   |                                              | |     |    |    |
| 6                  | A | Lê Anh Đức (RichChoi) (Locoboiz)             | 《Chỉ riêng mình ta》 (Nhạc nước ngoài - lời Việt: Ngô Xuân Trường)                                                          | 8.3 | 45 | 54 |
| 6                  | D | Nguyễn Xuân Bách (Mas) (RhymeZone)           | 《Đẹp trai thì có mới nhiều đứa yêu》 (Hoaprox)                                                                              | 7.3 | 9  | 0  |
| 7                  | A | Nguyễn Việt Hưng (Rica)                      | 《Bài ca hy vọng》 (Văn Ký)                                                                                                  | 7.3 | 42 | 49 |
| 7                  | D | Bùi Thanh Thanh (DBlue)                      | 《Dòng thời gian》 (Nguyễn Hải Phong)                                                                                        | 7   | 7  | 0  |
| 8                  | A | Nguyễn Trọng Nhân (Spideyboy)                | 《Biển tình》 (Lam Phương)                                                                                                   | 5   | 40 | 0  |
| 8                  | D | Hoàng Đức Duy (Captain)                      | 《Tự giác đi》 (Bùi Công Nam)                                                                                                | 6.3 | 5  | 45 |
| 9                  | A | Lưu Hữu Phước (MFree)                        | 《Đội kèn tí hon》 (Phan Huỳnh Điểu)                                                                                         |     | 40 | 0  |
| 9                  | D | Đỗ Đức Duy (Vy Jacko)                        | 《Lời ru trên nương》 (Nhạc: Trần Hoàn - thơ: Nguyễn Khoa Điềm)                                                              |     | 9  | 49 |
| 10                 | A | Nguyễn Diệu Huyền (Pháo) (Giảng Võ Arena)    | 《Việt Nam ơi》 (Minh Beta)                                                                                                  | 8.5 | 40 | 45 |
| 10                 | D | Đinh Tuấn Anh (Nevadie)                      | 《Qua cầu gió bay, Cây trúc xinh》 (Dân ca quan họ Bắc Ninh)                                                                 | 7.3 | 5  | 0  |
| Tập 8 (26/09/2020) |   |                                              | |     |    |    |
| 1                  | B | Nguyễn Quang Tùng Dương (RAF)                | 《Tôi là tôi》 (Vũ Quốc Bình)                                                                                                | 7.4 | 30 | 0  |
| 1                  | C | Vũ Ngọc Chương (Right) (RhymeZone)           | 《Melodia Dla Zuzi》 (Marek, Wacek)                                                                                          | 7.6 | 14 | 44 |
| 2                  | B | Phan Thanh Hiển (Kenji) (P336)               | 《Thủy thần》 (Bùi Hoàng Nam Đức Anh)                                                                                        | 8.7 | 33 | 44 |
| 2                  | C | Hoàng Anh Tuấn (Hoàng Đảo Chủ)               | 《Chúc bé ngủ ngon - Baby shark - Ngày đầu tiên đi học - Yêu》 (Lưu Hà An - Nhạc nước ngoài - Nguyễn Ngọc Thiện - Khắc Việt) | 8.6 | 11 | 0  |
| 3                  | B | Đào Minh Hiếu (Weeza)                        | 《Sáng mắt chưa》 (Mew Amazing)                                                                                              | 7.8 | 25 | 0  |
| 3                  | C | Huỳnh Thanh Sáng (Color)                     | 《Vợ người ta》 (Phan Mạnh Quỳnh)                                                                                            | 7.9 | 15 | 40 |
| 4                  | B | Phạm Thuỳ My (Tuimi)                         | 《Áo xanh》 (Hồ Hoài Anh) |     | 30 | 44 |
| 4                  | C | Phạm Đức Thành (Ngắn)                        | 《Hoa nở không màu》 (Nguyễn Minh Cường)                                                                                     |     | 14 | 0  |
| 5                  | B | Đào Huỳnh Thành Đạt (Billy)                  | 《Khác》 (NVM) | 7.8 | 28 | 0  |
| 5                  | C | Nguyễn Anh Dũng (Dablo)                      | 《Một cõi đi về》 (Trịnh Công Sơn)                                                                                           | 9.0 | 21 | 49 |
| Tập 9 (3/10/2020)  |   |                                              | |     |    |    |
| 6                  | B | Đào Thiện Tâm (TBoss)                        | 《Ông Hoàng Mười》 (Nhạc chầu văn - Nghệ sĩ: Xuân Hinh)                                                                      | 8.3 | 27 | 0  |
| 6                  | C | Trương Hoàng Long (GTM)                      | 《Mắt na cha cha cha》 (Sĩ Luân)                                                                                             | 8.4 | 17 | 44 |
| 7                  | B | Phan Hoàng Long (Sóc Nâu)                    | 《Cớ sao em lại buồn》 (Huỳnh James, Pjnboys)                                                                                | 7.6 | 25 | 0  |
| 7                  | C | Nguyễn Vũ Sơn Tùng (Gizmo)                   | 《Thu cuối》 (Yanbi, MrT) | 8   | 20 | 45 |
| 8                  | B | Nguyễn Hoàng Linh (Linh Thộn) (Arka Records) | 《Chiếc bụng đói》 (Tiên Cookie)                                                                                             | 8.8 | 27 | 51 |
| 8                  | C | Hoàng Lê Quân (Locoboiz)                     | 《Văn cậu bé》 (Nhạc chầu văn - Nghệ sĩ: Xuân Hinh)                                                                          | 8.5 | 24 | 0  |
| 9                  | B | Trần Minh Hiếu (HIEUTHUHAI) (Gerdnang)       | 《Mama boy》 (Hứa Kim Tuyền, TDK, Grey D)                                                                                    | 8   | 38 | 58 |
| 9                  | C | Lương Minh Sang (Mes)                        | 《60 năm cuộc đời》 (Y Vân)                                                                                                  | 7.8 | 20 | 0  |
| 10                 | B | Nguyễn Anh Thy                               | 《Buồn thì cứ khóc đi》 (Lynk Lee)                                                                                           | 8.1 | 25 | 0  |
| 10                 | C | Nguyễn Hà Kiều Loan (Lona)                   | 《Một cú lừa》 (Tiên Cookie)                                                                                                 | 8.2 | 20 | 45 |

## Vòng Collaborations
Trong vòng đấu này, 20 thí sinh còn lại sẽ được chia lại thành 4 bảng đấu dựa vào số điểm (số "like") mà họ sở hữu sau khi giành chiến thắng ở vòng Samples theo thứ tự từ cao xuống thấp. Từ đó, họ sẽ được chia thành 10 cặp đấu loại trực tiếp giữa bảng A với bảng D, bảng B và bảng C (mỗi bảng gồm 5 cặp đấu). Việc bắt cặp các thí sinh lần này sẽ được Giám đốc âm nhạc Hồ Hoài Anh lựa chọn.
Luật thi đấu của vòng này về cơ bản giống như vòng Samples, chỉ khác ở chỗ các thí sinh sẽ phải thể hiện tiết mục của mình cùng nhau và kết hợp cùng với một ca sĩ khách mời. Điểm số vẫn được các giám khảo (gồm Giám đốc Âm nhạc Hồ Hoài Anh và hai mentor không thuộc cùng bảng đấu của các thí sinh) quyết định và thí sinh có điểm số cao nhất sẽ giành chiến thắng; đồng thời đi tiếp với tổng số "like" của họ và số "like" của chính người thua trong cặp đấu đó.
Kết thúc vòng đấu này, sẽ chỉ có 10 thí sinh bước tiếp vào vòng R&B.

### Danh sách thí sinh các bảng
| Bảng | Tên HLV    | Các thí sinh + số like                 | Các thí sinh + số like               | Các thí sinh + số like                          | Các thí sinh + số like                       | Các thí sinh + số like                 |
| ---- | ---------- | -------------------------------------- | ------------------------------------ | ----------------------------------------------- | -------------------------------------------- | -------------------------------------- |
| A    | Datmaniac  | Phạm Nam Hải (Wxrdie) (YoungFlames) 70 | Ngô Cao Hoàng Việt (VSoul) (DCOD) 60 | Trần Minh Hiếu (HIEUTHUHAI) (Gerdnang) 58       | Phạm Ngọc Huy (ICD) (7 Lồng Đèn) 57          | Đinh Thanh Tùng (Chị Cả) (Locoboiz) 55 |
| B    | Lil'Knight | Nguyễn Đắc Nhật Hoàng (Nhật Hoàng) 51  | Lê Anh Đức (RichChoi) (Locoboiz) 54  | Nguyễn Hoàng Linh (Linh Thộn) (Arka Records) 51 | Nguyễn Việt Hưng (Rica) 49                   | Đỗ Đức Duy (Vy Jacko) 49               |
| C    | BigDaddy   | Nguyễn Vũ Sơn Tùng (Gizmo) 45          | Hoàng Đức Duy (Captain) 46           | Nguyễn Anh Dũng (Dablo) 49                      | Nguyễn Diệu Huyền (Pháo) (Giảng Võ Arena) 45 | Nguyễn Hà Kiều Loan (Lona) 45          |
| D    | Lil'Shady  | Phan Thanh Hiển (Kenji) (P336) 44      | Phạm Thùy My (Tuimi) 44              | Vũ Ngọc Chương (Right) (RhymeZone) 44           | Trương Hoàng Long (GTM) 44                   | Huỳnh Thanh Sáng (Color) 40            |

### Các trận đấu
| Chú giải | Thí sinh thắng trận | Thí sinh thua trận và bị loại |

| Tập 10 (10/10/2020) | |   |                                              |      |    |     |
| 1                   | 《Mượn rượu tỏ tình》 (Tiên Cookie, BigDaddy) (Emily)                                                     | A | Trần Minh Hiếu (HIEUTHUHAI) (Gerdnang)       | 8,9  | 58 | 102 |
| 1                   | 《Mượn rượu tỏ tình》 (Tiên Cookie, BigDaddy) (Emily)                                                     | D | Vũ Ngọc Chương (Right) (RhymeZone)           | 8,5  | 44 | 0   |
| 2                   | 《Em không sai, chúng ta sai》 (Nguyễn Phúc Thiện) (Erik)                                                 | A | Ngô Cao Hoàng Việt (VSoul) (DCOD)            | 9,0  | 60 | 0   |
| 2                   | 《Em không sai, chúng ta sai》 (Nguyễn Phúc Thiện) (Erik)                                                 | D | Phạm Thùy My (Tuimi)                         | 9,2  | 44 | 104 |
| 3                   | 《Đập vỡ tim anh cho rồi》 (Trọng Hiếu, Florian Bruckel) (Trọng Hiếu)                                     | A | Phạm Nam Hải (Wxrdie) (YoungFlames)          | 9,5  | 70 | 114 |
| 3                   | 《Đập vỡ tim anh cho rồi》 (Trọng Hiếu, Florian Bruckel) (Trọng Hiếu)                                     | D | Phan Thanh Hiển (Kenji) (P336)               | 8,9  | 44 | 0   |
| 4                   | 《Mặt trăng》 (Bùi Lan Hương) (Bùi Lan Hương)                                                             | A | Phạm Ngọc Huy (ICD) (7 Lồng Đèn)             | 9,3  | 57 | 101 |
| 4                   | 《Mặt trăng》 (Bùi Lan Hương) (Bùi Lan Hương)                                                             | D | Trương Hoàng Long (GTM)                      | 9,0  | 44 | 0   |
| 5                   | 《Cô gái bán sầu riêng》 (Viễn Châu) (NSƯT Quế Trân)                                                      | A | Đinh Thanh Tùng (Chị Cả) (Locoboiz)          | 9,5  | 55 | 95  |
| 5                   | 《Cô gái bán sầu riêng》 (Viễn Châu) (NSƯT Quế Trân)                                                      | D | Huỳnh Thanh Sáng (Color)                     | 9,0  | 40 | 0   |
| Tập 11 (17/10/2020) | |   |                                              |      |    |     |
| 1                   | 《Huyền thoại mẹ》 (Trịnh Công Sơn) (Cẩm Vân)                                                             | B | Nguyễn Đắc Nhật Hoàng (Nhật Hoàng)           | 8,7  | 51 | 97  |
| 1                   | 《Huyền thoại mẹ》 (Trịnh Công Sơn) (Cẩm Vân)                                                             | C | Hoàng Đức Duy (Captain)                      | 8,5  | 46 | 0   |
| 2                   | 《The Phantom of the Opera》 (Andrew Lloyd Webber, Richard Stilgoe, Charles Hart, Mike Batt) (Khánh Ngọc) | B | Lê Anh Đức (RichChoi) (Locoboiz)             | 8,9  | 54 | 99  |
| 2                   | 《The Phantom of the Opera》 (Andrew Lloyd Webber, Richard Stilgoe, Charles Hart, Mike Batt) (Khánh Ngọc) | C | Nguyễn Vũ Sơn Tùng (Gizmo)                   | 8,6  | 45 | 0   |
| 3                   | 《Từ đó》 (Phan Mạnh Quỳnh) (Lynk Lee)                                                                    | B | Nguyễn Hoàng Linh (Linh Thộn) (Arka Records) | 8,5  | 51 | 0   |
| 3                   | 《Từ đó》 (Phan Mạnh Quỳnh) (Lynk Lee)                                                                    | C | Nguyễn Anh Dũng (Dablo)                      | 8,6  | 49 | 100 |
| 4                   | 《Đi học thêm》 (Gizmo) (Piggy)                                                                           | B | Nguyễn Việt Hưng (Rica)                      | 9,23 | 49 | 0   |
| 4                   | 《Đi học thêm》 (Gizmo) (Piggy)                                                                           | C | Nguyễn Diệu Huyền (Pháo) (Giảng Võ Arena)    | 9,26 | 45 | 94  |
| 5                   | 《Monalisa》 (Châu Đăng Khoa) (Văn Mai Hương)                                                             | B | Đỗ Đức Duy (Vy Jacko)                        | 8,6  | 49 | 0   |
| 5                   | 《Monalisa》 (Châu Đăng Khoa) (Văn Mai Hương)                                                             | C | Nguyễn Hà Kiều Loan (Lona)                   | 8,8  | 45 | 94  |

## VòngR&B
Trong vòng đấu này, 10 thí sinh còn lại sẽ được chia lại thành 2 bảng đấu dựa vào số điểm (số "like") mà họ sở hữu sau khi giành chiến thắng ở vòng Collaborations theo thứ tự từ cao xuống thấp. Từ đó, họ sẽ được chia thành 5 cặp đấu loại trực tiếp giữa bảng A với bảng B.
Luật thi đấu của vòng này về cơ bản giống như vòng Samples, chỉ khác ở chỗ mỗi thí sinh sẽ phải thể hiện cùng với một ca sĩ khách mời (là những nghệ sĩ nổi tiếng thuộc dòng nhạc R&B). Điểm số lần này sẽ là do cả 4 giám khảo và khán giả (tại thời điểm ghi hình) quyết định. Các giám khảo và khán giả sẽ chấm điểm cho hai thí sinh trong cùng một trận đấu dựa trên thang điểm 10. Số điểm của giám khảo chiếm 50% tổng số điểm của thí sinh và số điểm của khán giả chiếm 50% tổng số điểm còn lại. Thí sinh có tổng điểm cao nhất từ bình chọn của khán giả (trong thời điểm ghi hình) và giám khảo sẽ giành chiến thắng; đồng thời đi tiếp với tổng số "like" của họ và số "like" của chính người thua trong cặp đấu đó.
Kết thúc vòng đấu này, sẽ chỉ có 5 thí sinh được đi tiếp vào vòng chung kết.

### Danh sách thí sinh các bảng
| Bảng | Các thí sinh + số like                  | Các thí sinh + số like                | Các thí sinh + số like                     | Các thí sinh + số like                       | Các thí sinh + số like        |
| ---- | --------------------------------------- | ------------------------------------- | ------------------------------------------ | -------------------------------------------- | ----------------------------- |
| A    | Phạm Nam Hải (Wxrdie) (YoungFlames) 114 | Phạm Thùy My (Tuimi) 104              | Trần Minh Hiếu (HIEUTHUHAI) (Gerdnang) 102 | Phạm Ngọc Huy (ICD) (7 Lồng Đèn) 101         | Nguyễn Anh Dũng (Dablo) 100   |
| B    | Lê Anh Đức (RichChoi) (Locoboiz) 99     | Nguyễn Đắc Nhật Hoàng (Nhật Hoàng) 97 | Đinh Thanh Tùng (Chị Cả) (Locoboiz) 95     | Nguyễn Diệu Huyền (Pháo) (Giảng Võ Arena) 94 | Nguyễn Hà Kiều Loan (Lona) 94 |

### Các trận đấu
Chú thích
     Thí sinh chiến thắng trận đấu.
     Thí sinh thua trận và bị loại.
| Trận                | Thứ tự thi          | Bảng                | Tên thí sinh và số like trước trận đấu              | Ca sĩ hỗ trợ        | Tên bài hát (Tác giả)                 | Điểm số             | Điểm số             | Điểm số             | Số like sau trận đấu |
| Trận                | Thứ tự thi          | Bảng                | Tên thí sinh và số like trước trận đấu              | Ca sĩ hỗ trợ        | Tên bài hát (Tác giả)                 | Giám khảo           | Khán giả            | Tổng                | Số like sau trận đấu |
| Tập 12 (24/10/2020) | Tập 12 (24/10/2020) | Tập 12 (24/10/2020) | Tập 12 (24/10/2020)                                 | Tập 12 (24/10/2020) | Tập 12 (24/10/2020)                   | Tập 12 (24/10/2020) | Tập 12 (24/10/2020) | Tập 12 (24/10/2020) | Tập 12 (24/10/2020)  |
| ------------------- | ------------------- | ------------------- | --------------------------------------------------- | ------------------- | ------------------------------------- | ------------------- | ------------------- | ------------------- | -------------------- |
| 1                   | 1                   | A                   | Phạm Nam Hải (Wxrdie) (YoungFlames) (114 like)      | Ali Hoàng Dương     | Đâu ai cần (Wxrdie)                   | 4,65                | 3,55                | 8,2                 | 0                    |
| 1                   | 2                   | B                   | Lê Anh Đức (RichChoi) (Locoboiz) (99 like)          | Hà Lê               | Ở trọ - Biển nhớ (Trịnh Công Sơn)     | 5,35                | 6,45                | 11,8                | 213                  |
| 2                   | 1                   | B                   | Đinh Thanh Tùng (Chị Cả) (Locoboiz) (95 like)       | Đức Phúc            | Hơn cả yêu (Khắc Hưng)                | 4,4                 | 4,65                | 9,05                | 0                    |
| 2                   | 2                   | A                   | Phạm Thùy My (Tuimi) (104 like)                     | Mỹ Anh              | Got you (Mỹ Anh)                      | 5,6                 | 5,35                | 10,95               | 199                  |
| 3                   | 1                   | B                   | Nguyễn Đắc Nhật Hoàng (Nhật Hoàng) (97 like)        | Lou Hoàng           | Mình là gì của nhau (Lou Hoàng)       | 4                   | 3,93                | 7,93                | 0                    |
| 3                   | 2                   | A                   | Phạm Ngọc Huy (ICD) (7 Lồng Đèn) (101 like)         | Orange              | Tài sản của bố (ICD, Orange)          | 6                   | 6,07                | 12,07               | 198                  |
| Tập 13 (31/10/2020) |                     |                     |                                                     |                     |                                       |                     |                     |                     |                      |
| 4                   | 1                   | B                   | Nguyễn Diệu Huyền (Pháo) (Giảng Võ Arena) (94 like) | Vũ Cát Tường        | Leader, Stardom (Vũ Cát Tường)        |                     |                     | 10,27               | 194                  |
| 4                   | 2                   | A                   | Nguyễn Anh Dũng (Dablo) (100 like)                  | Andiez Nam Trương   | 1 phút, Là anh đó (Andiez Nam Trương) |                     |                     | 9,73                | 0                    |
| 5                   | 1                   | A                   | Trần Minh Hiếu (HIEUTHUHAI) (Gerdnang) (102 like)   | Lyly                | Lời đường mật (Lyly, HIEUTHUHAI)      | 5,65                | 5,72                | 11,37               | 196                  |
| 5                   | 2                   | B                   | Nguyễn Hà Kiều Loan (Lona) (94 like)                | Phúc Du             | Cô nàng anh thích (Phúc Du, Gia Nghi) | 4,35                | 4,28                | 8,63                | 0                    |

## Vòng Hồi sinh
Vòng thi này dành cho các thí sinh bị loại trước vòng Chung kết. Các thí sinh bị loại từ nhóm 40 thí sinh ở vòng Samples sẽ được chương trình hỗ trợ để thực hiện một MV rap được thực hiện với hiệu ứng hình ảnh Visual Art (đồ hoạ hình ảnh trực quan). Khán giả sẽ bình chọn thông qua cổng bình chọn của chương trình trong vòng 48 giờ (kể từ 22h ngày 10 tháng 10 năm 2020). Sau vòng bình chọn này, 12 thí sinh có số lượng bình chọn cao nhất từ khán giả (không tính những thí sinh còn lại sau vòng Bán kết) sẽ bước vào vòng Hồi sinh (diễn ra sau tập Bán kết 1 tuần).
Các thí sinh được bước vào vòng này sẽ trình diễn một tiết mục đã được chuẩn bị trước đó. Khi các phần thi của các thí sinh đã kết thúc, các giám khảo và khán giả tại trường quay sẽ bình chọn và chấm điểm cho các thí sinh. Điểm số của mỗi thí sinh sẽ là tổng điểm trung bình của ban giám khảo (các mentor, chiếm 50% tổng số điểm của thí sinh) và điểm trung bình của khán giả tại trường quay (chiếm 50% tổng số điểm còn lại). 3 thí sinh có tổng điểm cao nhất sẽ giành chiến thắng trong vòng đấu này, nhận 100 like (tương ứng 100 triệu đồng) và bước vào Đêm Chung kết cùng các thí sinh đã vượt qua vòng R&B trước đó.

### Danh sách các thí sinh
| Tên các thí sinh                    | Tên các thí sinh          | Tên các thí sinh                   |
| ----------------------------------- | ------------------------- | ---------------------------------- |
| Nguyễn Trọng Nhân (Spideyboy)       | Nguyễn Việt Hưng (Rica)   | Phan Thanh Hiển (Kenji) (P336)     |
| Nguyễn Đắc Nhật Hoàng (Nhật Hoàng)  | Phan Hoàng Long (Sóc Nâu) | Vũ Ngọc Chương (Right) (RhymeZone) |
| Đinh Thanh Tùng (Chị Cả) (Locoboiz) | Phạm Đức Thành (Ngắn)     | Huỳnh Thanh Sáng (Color)           |
| Đào Minh Hiếu (Weeza)               | Nguyễn Anh Dũng (Dablo)   | Hoàng Đức Duy (Captain)            |

### Các phần thi
Chú thích
     Thí sinh được bước tiếp vào vòng Chung kết.
     Thí sinh bị loại.
| Thứ tự thi | Tên thí sinh                        | Tên bài hát/tiết mục         | Điểm số   | Điểm số  | Điểm số |
| Thứ tự thi | Tên thí sinh                        | Tên bài hát/tiết mục         | Giám khảo | Khán giả | Tổng    |
| ---------- | ----------------------------------- | ---------------------------- | --------- | -------- | ------- |
| 1          | Hoàng Đức Duy (Captain)             | Rồi mai con sẽ về            | Bị loại   | Bị loại  | Bị loại |
| 2          | Nguyễn Anh Dũng (Dablo)             | Hành tinh thứ 3              | 7         | 7        | 14      |
| 3          | Đào Minh Hiếu (Weeza)               | Weeza 102                    | Bị loại   | Bị loại  | Bị loại |
| 4          | Huỳnh Thanh Sáng (Color)            | Hủ tiếu chất                 | 10        | 4        | 14      |
| 5          | Phan Thanh Hiển (Kenji) (P336)      | King of Lion                 | Bị loại   | Bị loại  | Bị loại |
| 6          | Phạm Đức Thành (Ngắn)               | Không ai yêu em bằng anh đâu | 11        | 3        | 14      |
| 7          | Nguyễn Đắc Nhật Hoàng (Nhật Hoàng)  | Kẻ chinh phục                | Bị loại   | Bị loại  | Bị loại |
| 8          | Phan Hoàng Long (Sóc Nâu)           | Trường của anh               | Bị loại   | Bị loại  | Bị loại |
| 9          | Vũ Ngọc Chương (Right) (RhymeZone)  | Không hoàn hảo               | 10        | 8        | 18      |
| 10         | Nguyễn Việt Hưng (Rica)             | Hôm nay anh lạc đường        | 6         | 9        | 15      |
| 11         | Đinh Thanh Tùng (Chị Cả) (Locoboiz) | Sắc màu                      | 8         | 10       | 18      |

- Vì một số lý do cá nhân mà Nguyễn Trọng Nhân (Spideyboy) không thể tham gia đêm Hồi sinh này.

## Vòng Chung kết
8 thí sinh (gồm 5 thí sinh chiến thắng vòng R&B và 3 thí sinh từ vòng Hồi sinh) sẽ thi đấu trong vòng này.
Các thí sinh sẽ trải qua hai vòng thi:
- Vòng 1 là vòng Collaborations, gồm 4 cặp đấu. Ở mỗi cặp đấu, thí sinh có số "like" cao hơn sẽ được bắt cặp với thí sinh có số "like" thấp hơn để thi đấu với nhau trong một tiết mục có sự hỗ trợ của một ca sĩ khách mời. Điểm số của vòng này sẽ được tính theo tổng điểm trung bình của các mentor (chiếm 50% tổng điểm của mỗi thí sinh) và số lượng khán giả tại trường quay bình chọn cho các thí sinh (chiếm 50% tổng điểm còn lại). Ở mỗi cặp đấu, thí sinh nào có điểm số cao hơn sẽ giành chiến thắng và bước vào vòng tiếp theo. Như vậy, sẽ có 4 thí sinh giành chiến thắng ở 4 cặp đấu được đi tiếp vào vòng 2.
- Vòng 2 là phần trình diễn độc lập (solo) của 4 thí sinh. Mỗi thí sinh sẽ trình diễn một tiết mục rap đã được chuẩn bị trước đó. Điểm số của vòng này sẽ được tính theo điểm quy đổi của các mentor (chiếm 50% tổng điểm của mỗi thí sinh) và điểm quy đổi từ các khán giả tại trường quay bình chọn cho các thí sinh, cũng như bình chọn của khán giả trong vòng 48 giờ kể từ thời điểm kết thúc tập 14 (vòng Hồi sinh) (chiếm 50% tổng điểm còn lại). Thí sinh có tổng điểm cao nhất sẽ trở thành quán quân của chương trình. Ba thí sinh còn lại sẽ trở thành á quân của chương trình.

Kết thúc vòng thi, sẽ có một quán quân và 3 á quân. Mỗi á quân sẽ nhận được giải thưởng 100 triệu đồng. Quán quân sẽ nhận được 1 tỷ đồng, đồng thời sẽ được thực hiện một MV do Def Jam Vietnam sản xuất trị giá 200 triệu đồng và là đại diện của Việt Nam tham gia Yo! MTV Raps châu Á. Ngoài ra, 1 trong 4 thí sinh bị loại từ vòng Collaborations (trong vòng Chung kết) nhận được tỷ lệ bình chọn cao nhất của khán giả sẽ nhận được giải thưởng 50 triệu đồng. Các thí sinh còn lại của Top 8 sẽ nhận được giải thưởng 30 triệu đồng.

### Danh sách các thí sinh
| Nhóm thí sinh | Nhóm thí sinh | Tên các thí sinh                   | Tên các thí sinh        | Tên các thí sinh                    | Tên các thí sinh                       | Tên các thí sinh                          |
| ------------- | ------------- | ---------------------------------- | ----------------------- | ----------------------------------- | -------------------------------------- | ----------------------------------------- |
| Top 5         | Tên thí sinh  | Lê Anh Đức (RichChoi) (Locoboiz)   | Phạm Thùy My (Tuimi)    | Phạm Ngọc Huy (ICD) (7 Lồng Đèn)    | Trần Minh Hiếu (HIEUTHUHAI) (Gerdnang) | Nguyễn Diệu Huyền (Pháo) (Giảng Võ Arena) |
| Top 5         | Số like       | 213                                | 199                     | 198                                 | 196                                    | 194                                       |
| Nhóm Hồi sinh | Nhóm Hồi sinh | Vũ Ngọc Chương (Right) (RhymeZone) | Nguyễn Việt Hưng (Rica) | Đinh Thanh Tùng (Chị Cả) (Locoboiz) |                                        |                                           |

### Các phần thi

#### Phần Collaborations
Chú thích
     Thí sinh chiến thắng trận đấu.
     Thí sinh bị loại ở phần này.
     Thí sinh bị loại ở phần này được khán giả yêu thích nhất.
| Trận | Tên bài hát (Tác giả)                                        | Music Producer | Ca sĩ hỗ trợ             | Tên thí sinh                              | Tỷ lệ bình chọn | Tỷ lệ bình chọn | Tỷ lệ bình chọn | Tỷ lệ bình chọn của khán giả (dành cho thí sinh bị loại ở phần này) |
| Trận | Tên bài hát (Tác giả)                                        | Music Producer | Ca sĩ hỗ trợ             | Tên thí sinh                              | Giám khảo       | Khán giả        | Tổng            | Tỷ lệ bình chọn của khán giả (dành cho thí sinh bị loại ở phần này) |
| ---- | ------------------------------------------------------------ | -------------- | ------------------------ | ----------------------------------------- | --------------- | --------------- | --------------- | ------------------------------------------------------------------- |
| 1    | Giấc mơ trưa (Nhạc: Giáng Sol - Lời thơ: Nguyễn Vĩnh Tiến)   | Long Nguyễn    | Thùy Chi                 | Nguyễn Diệu Huyền (Pháo) (Giảng Võ Arena) | 43,2%           | 65,1%           | 108,3%          | —                                                                   |
| 1    | Giấc mơ trưa (Nhạc: Giáng Sol - Lời thơ: Nguyễn Vĩnh Tiến)   | Long Nguyễn    | Thùy Chi                 | Đinh Thanh Tùng (Chị Cả) (Locoboiz)       | 56,8%           | 34,9%           | 91,7%           | 31,55%                                                              |
| 2    | Tôi là một ngôi sao (Nguyễn Hải Phong)                       | Nimbia         | Noo Phước Thịnh          | Lê Anh Đức (RichChoi) (Locoboiz)          | 57,2%           | 82,13%          | 139,33%         | —                                                                   |
| 2    | Tôi là một ngôi sao (Nguyễn Hải Phong)                       | Nimbia         | Noo Phước Thịnh          | Trần Minh Hiếu (HIEUTHUHAI) (Gerdnang)    | 42,8%           | 17,87%          | 60,67%          | 32,97%                                                              |
| 3    | Tóc ngắn (Anh Quân)                                          | Cao Nhật Trung | Mỹ Linh                  | Phạm Thùy My (Tuimi)                      | 54,6%           | 65,7%           | 120,3%          | —                                                                   |
| 3    | Tóc ngắn (Anh Quân)                                          | Cao Nhật Trung | Mỹ Linh                  | Vũ Ngọc Chương (Right) (RhymeZone)        | 45,4%           | 34,3%           | 79,7%           | 11,99%                                                              |
| 4    | Quê em mùa nước lũ (Tiến Luân), Dòng máu Lạc Hồng (Lê Quang) | Kenz           | Phương Mỹ Chi, Nhật Minh | Phạm Ngọc Huy (ICD) (7 Lồng Đèn)          | 52,2%           | 85,04%          | 137,24%         | —                                                                   |
| 4    | Quê em mùa nước lũ (Tiến Luân), Dòng máu Lạc Hồng (Lê Quang) | Kenz           | Phương Mỹ Chi, Nhật Minh | Nguyễn Việt Hưng (Rica)                   | 47,8%           | 14,96%          | 62,76%          | 23,49%                                                              |

#### Phần trình diễn độc lập (solo)
Chú thích
     Quán quân.
     Á quân.
| Thứ tự thi | Tên thí sinh                              | Tên bài hát/tiết mục   | Music Producer | Điểm số   | Điểm số  | Điểm số |
| Thứ tự thi | Tên thí sinh                              | Tên bài hát/tiết mục   | Music Producer | Giám khảo | Khán giả | Tổng    |
| ---------- | ----------------------------------------- | ---------------------- | -------------- | --------- | -------- | ------- |
| 1          | Lê Anh Đức (RichChoi) (Locoboiz)          | 3N (Nghe - Nhìn - Nói) | Huy Ngô        | 3         | 3        | 6       |
| 2          | Phạm Thùy My (Tuimi)                      | Thanos                 | Tuimi          | 2         | 1        | 3       |
| 3          | Nguyễn Diệu Huyền (Pháo) (Giảng Võ Arena) | Ông Bụt và 3 điều ước  | N'Small        | 1         | 2        | 3       |
| 4          | Phạm Ngọc Huy (ICD) (7 Lồng Đèn)          | Một đêm trắng          | Kenz           | 4         | 4        | 8       |

## Bảng loại trừ
Chú thích
Nam  Thí sinh nam.
Nữ  Thí sinh nữ.
An toàn  Thí sinh được bước tiếp vào vòng trong (áp dụng cho vòng 1 và vòng 2).
Bị loại  Thí sinh bị loại.
Bỏ cuộc  Thí sinh bỏ cuộc.
Chiến thắng  Thí sinh chiến thắng trận đấu (từ vòng 3 đến vòng 5) và được bước tiếp vào vòng trong.
Chiến thắng  Thí sinh bước vào vòng Chung kết.
Top 8  Thí sinh bị loại ở phần Collaborations trong vòng Chung kết.
Được yêu thích  Thí sinh được khán giả yêu thích nhất trong vòng Chung kết.
Á quân  Thí sinh giành Á quân.
Quán quân  Thí sinh giành Quán quân.

### Nhóm loại trực tiếp
| Thí sinh                                     | Vòng 1  | Vòng 2  | Vòng 3 | Vòng 3      | Vòng 4 | Vòng 4      | Vòng 5 | Vòng 5      | Chung kết      |
| Thí sinh                                     | Vòng 1  | Vòng 2  | Bảng   | Kết quả     | Bảng   | Kết quả     | Bảng   | Kết quả     | Chung kết      |
| -------------------------------------------- | ------- | ------- | ------ | ----------- | ------ | ----------- | ------ | ----------- | -------------- |
| Phạm Ngọc Huy (ICD) (7 Lồng Đèn)             | An toàn | An toàn | A      | Chiến thắng | A      | Chiến thắng | A      | Chiến thắng | Quán quân      |
| Lê Anh Đức (RichChoi) (Locoboiz)             | An toàn | An toàn | A      | Chiến thắng | B      | Chiến thắng | B      | Chiến thắng | Á quân         |
| Phạm Thùy My (Tuimi)                         | An toàn | An toàn | B      | Chiến thắng | D      | Chiến thắng | A      | Chiến thắng | Á quân         |
| Nguyễn Diệu Huyền (Pháo) (Giảng Võ Arena)    | An toàn | An toàn | A      | Chiến thắng | C      | Chiến thắng | B      | Chiến thắng | Á quân         |
| Trần Minh Hiếu (HIEUTHUHAI) (Gerdnang)       | An toàn | An toàn | B      | Chiến thắng | A      | Chiến thắng | A      | Chiến thắng | Được yêu thích |
| Phạm Nam Hải (Wxrdie) (YoungFlames)          | An toàn | An toàn | A      | Chiến thắng | A      | Chiến thắng | A      | Bị loại     |                |
| Nguyễn Anh Dũng (Dablo)                      | An toàn | An toàn | C      | Chiến thắng | C      | Chiến thắng | A      | Bị loại     |                |
| Nguyễn Đắc Nhật Hoàng (Nhật Hoàng)           | An toàn | An toàn | D      | Chiến thắng | B      | Chiến thắng | B      | Bị loại     |                |
| Đinh Thanh Tùng (Chị Cả) (Locoboiz)          | An toàn | An toàn | A      | Chiến thắng | A      | Chiến thắng | B      | Bị loại     |                |
| Nguyễn Hà Kiều Loan (Lona)                   | An toàn | An toàn | C      | Chiến thắng | C      | Chiến thắng | B      | Bị loại     |                |
| Ngô Cao Hoàng Việt (VSoul) (DCOD)            | An toàn | An toàn | A      | Chiến thắng | A      | Bị loại     |        |             |                |
| Nguyễn Hoàng Linh (Linh Thộn) (Arka Records) | An toàn | An toàn | B      | Chiến thắng | B      | Bị loại     |        |             |                |
| Nguyễn Việt Hưng (Rica)                      | An toàn | An toàn | A      | Chiến thắng | B      | Bị loại     |        |             |                |
| Đỗ Đức Duy (Vy Jacko)                        | An toàn | An toàn | D      | Chiến thắng | B      | Bị loại     |        |             |                |
| Nguyễn Vũ Sơn Tùng (Gizmo)                   | An toàn | Bị loại | C      | Chiến thắng | C      | Bị loại     |        |             |                |
| Hoàng Đức Duy (Captain)                      | An toàn | An toàn | D      | Chiến thắng | C      | Bị loại     |        |             |                |
| Phan Thanh Hiển (Kenji) (P336)               | An toàn | An toàn | B      | Chiến thắng | D      | Bị loại     |        |             |                |
| Vũ Ngọc Chương (Right) (RhymeZone)           | An toàn | An toàn | C      | Chiến thắng | D      | Bị loại     |        |             |                |
| Trương Hoàng Long (GTM)                      | An toàn | An toàn | C      | Chiến thắng | D      | Bị loại     |        |             |                |
| Huỳnh Thanh Sáng (Color)                     | An toàn | An toàn | C      | Chiến thắng | D      | Bị loại     |        |             |                |
| Nguyễn Công Tuấn (Phởn)                      | An toàn | An toàn | D      | Bị loại     |        |             |        |             |                |
| Lại Đức Hùng (1nG)                           | An toàn | An toàn | D      | Bị loại     |        |             |        |             |                |
| Đặng Nhân Hậu (Lowkey)                       | An toàn | An toàn | D      | Bị loại     |        |             |        |             |                |
| Trần Thanh Tùng (CJay)                       | An toàn | An toàn | D      | Bị loại     |        |             |        |             |                |
| Nguyễn Hà Duy (Droppy) (Locoboiz)            | An toàn | An toàn | A      | Bị loại     |        |             |        |             |                |
| Nguyễn Xuân Bách (Mas) (RhymeZone)           | An toàn | An toàn | D      | Bị loại     |        |             |        |             |                |
| Bùi Thanh Thanh (DBlue)                      | An toàn | An toàn | D      | Bị loại     |        |             |        |             |                |
| Nguyễn Trọng Nhân (Spideyboy)                | An toàn | An toàn | A      | Bị loại     |        |             |        |             |                |
| Lưu Hữu Phước (MFree)                        | An toàn | An toàn | A      | Bị loại     |        |             |        |             |                |
| Đinh Tuấn Anh (Nevadie)                      | An toàn | An toàn | D      | Bị loại     |        |             |        |             |                |
| Nguyễn Quang Tùng Dương (RAF)                | An toàn | An toàn | B      | Bị loại     |        |             |        |             |                |
| Hoàng Anh Tuấn (Hoàng Đảo Chủ)               | An toàn | An toàn | C      | Bị loại     |        |             |        |             |                |
| Đào Minh Hiếu (Weeza)                        | An toàn | An toàn | B      | Bị loại     |        |             |        |             |                |
| Phạm Đức Thành (Ngắn)                        | An toàn | An toàn | C      | Bị loại     |        |             |        |             |                |
| Đào Huỳnh Thành Đạt (Billy)                  | An toàn | An toàn | B      | Bị loại     |        |             |        |             |                |
| Đào Thiện Tâm (TBoss)                        | An toàn | An toàn | B      | Bị loại     |        |             |        |             |                |
| Phan Hoàng Long (Sóc Nâu)                    | An toàn | An toàn | B      | Bị loại     |        |             |        |             |                |
| Hoàng Lê Quân (Locoboiz)                     | An toàn | An toàn | C      | Bị loại     |        |             |        |             |                |
| Lương Minh Sang (Mes)                        | An toàn | An toàn | C      | Bị loại     |        |             |        |             |                |
| Nguyễn Anh Thy                               | An toàn | An toàn | B      | Bị loại     |        |             |        |             |                |
| Nguyễn Ngọc Hưng (Killic)                    | An toàn | Bị loại |        |             |        |             |        |             |                |
| Lê Phước Thành (Night T)                     | An toàn | Bị loại |        |             |        |             |        |             |                |
| Đỗ Thế Việt (DP)                             | An toàn | Bị loại |        |             |        |             |        |             |                |
| Nguyễn Tiến Phong (MaxWell) (Giảng Võ Arena) | An toàn | Bị loại |        |             |        |             |        |             |                |
| Nguyễn Hoàng Tuấn Anh (Kick)                 | An toàn | Bị loại |        |             |        |             |        |             |                |
| Ninh Đặng Nhật Minh (MIN)                    | An toàn | Bị loại |        |             |        |             |        |             |                |
| Nguyễn Huy Hoàng (Hazel) (Aka Records)       | An toàn | Bị loại |        |             |        |             |        |             |                |
| Bùi Thanh Nam (Scripb)                       | An toàn | Bị loại |        |             |        |             |        |             |                |
| Nguyễn Hoàng Long (Winno)                    | An toàn | Bị loại |        |             |        |             |        |             |                |
| Nguyễn Lâm Công Trí (Ctris)                  | An toàn | Bỏ cuộc |        |             |        |             |        |             |                |
| Trần Việt Anh (Măng)                         | An toàn | Bị loại |        |             |        |             |        |             |                |
| Trần Trí Tâm (DrinkCoca)                     | An toàn | Bị loại |        |             |        |             |        |             |                |
| Mai Kiên Trung (Danh Ca Thường)              | An toàn | Bị loại |        |             |        |             |        |             |                |
| Nguyễn Minh Đức (Slick)                      | An toàn | Bị loại |        |             |        |             |        |             |                |
| Trần Công Minh (420 HARG)                    | An toàn | Bỏ cuộc |        |             |        |             |        |             |                |
| Nguyễn Thành Hưng (King Kudo)                | An toàn | Bị loại |        |             |        |             |        |             |                |
| Đỗ Gia Tuấn Anh (Passed) (Arka Records)      | An toàn | Bị loại |        |             |        |             |        |             |                |
| Trần Hoàng Kim Ngân (KN)                     | An toàn | Bị loại |        |             |        |             |        |             |                |
| Nguyễn Đan Anh Thiện (MC Wiz)                | An toàn | Bị loại |        |             |        |             |        |             |                |

### Nhóm hồi sinh
| Thí sinh                            | Vòng Hồi sinh | Chung kết |
| ----------------------------------- | ------------- | --------- |
| Nguyễn Việt Hưng (Rica)             | Chiến thắng   | Top 8     |
| Vũ Ngọc Chương (Right) (RhymeZone)  | Chiến thắng   | Top 8     |
| Đinh Thanh Tùng (Chị Cả) (Locoboiz) | Chiến thắng   | Top 8     |
| Nguyễn Trọng Nhân (Spideyboy)       | Bỏ cuộc       |           |
| Phan Thanh Hiển (Kenji) (P336)      | Bị loại       |           |
| Nguyễn Đắc Nhật Hoàng (Nhật Hoàng)  | Bị loại       |           |
| Phan Hoàng Long (Sóc Nâu)           | Bị loại       |           |
| Phạm Đức Thành (Ngắn)               | Bị loại       |           |
| Huỳnh Thanh Sáng (Color)            | Bị loại       |           |
| Đào Minh Hiếu (Weeza)               | Bị loại       |           |
| Nguyễn Anh Dũng (Dablo)             | Bị loại       |           |
| Hoàng Đức Duy (Captain)             | Bị loại       |           |